# Cristiano Benedito Ottoni
Cristiano Benedito Ottoni (Serro, 30 de maio de 1811 – Rio de Janeiro, 18 de maio de 1896) foi capitão-tenente da Marinha, engenheiro, professor de Matemática, diretor da Estrada de Ferro Dom Pedro II, senador do Império e, depois da proclamação da República, foi investido do mandato de senador de República.

## Biografia
É considerado o pai das estradas de ferro no Brasil por ter sido o primeiro diretor da Estrada de Ferro Dom Pedro II e o homem que fez os trilhos subirem a serra do Mar em direção a Minas Gerais e a São Paulo, entre 1855 e 1865.
Foi professor na Escola de Engenharia da Marinha, mais tarde Escola Central de Engenharia, e, a seguir, Escola Politécnica de Engenharia do Rio de Janeiro. Publicou os livros Elementos de Aritmética, Elementos de Álgebra, Elementos de Geometria e Elementos de Trigonometria, que foram utilizados no ensino público e privado em todo o país. Publicou também Máquinas a Vapor, uma biografia de D. Pedro II, uma História da escravidão no Brasil, A estrada de ferro no Brasil e A emancipação dos escravos.
Em 1835 foi eleito deputado geral pela então província de Minas Gerais, sendo reeleito por diversas vezes. Foi um dos signatários do Manifesto Republicano em 1870, sendo eleito senador pela província do Espírito Santo (1879), e, após a Proclamação da República, senador por Minas Gerais.
Destacou-se como representante do Clube da Lavoura e do Comércio nos debates sobre a Lei do Ventre Livre na Câmara dos Deputados, posicionando-se contra a proposta e em defesa dos interesses dos donos de escravos.
Sendo um grande polemista por várias décadas, de 1845 até à sua morte, apesar de ser ferrenho inimigo político do Imperador, era tido por ele como um grande engenheiro e administrador.
Juntamente com o seu irmão Teófilo Ottoni, participou da Revolução Liberal de 1842 em Minas Gerais, movimento de rebelião que foi dominado pelo então Barão de Caxias.
Participou também da epopeia de colonização do vale do Mucuri, último sertão inculto de Minas Gerais, onde, com grande número de elementos da família Ottoni, iniciou, em 1849, com a criação da Companhia de Comércio Navegação e Colonização do Mucuri (a primeira companhia que emitiu ações de Sociedade Anônima no país), uma linha marítima do Rio de Janeiro até São José do Porto Alegre (atual Mucuri), no litoral sul da Bahia. De Mucuri até Santa Clara (atual Nanuque), a navegação fluvial era feita com navios a vapor subindo o rio Mucuri. De Santa Clara até Filadélfia (atual Teófilo Otoni) foi construída a primeira estrada carroçável do Brasil (1853). Esta companhia realizou a colonização trazendo 5 mil famílias de imigrantes alemães, italianos, iugoslavos e franceses, que povoaram esta vasta região construindo um dos mais importantes municípios de Minas Gerais. Participaram da colonização do vale,  como administradores da companhia, o Dr. Manuel Esteves Ottoni médico, formado na Faculdade de Medicina do Rio de Janeiro em 1850, fundador da Fazenda Itamunhec; Augusto Benedito Ottoni, irmão caçula de Teófilo e Cristiano Ottoni, fundador da Fazenda Poton; e José Joaquim de Araújo Maia, cunhado de Teófilo e Cristiano Ottoni, fundador da Fazenda Monte Cristo. Quando a Companhia do Mucuri foi levada à falência em 1861 devido à briga política entre o Partido Conservador (então no poder) e a família Ottoni, a cidade de Filadélfia continuou o seu crescimento e foi emancipada de Minas Novas em 1870, já com o nome de seu fundador, Teófilo Ottoni, que falecera em 1869 devido à progressão da malária que ele havia adquirido nas matas do Mucuri.
A praça defronte à Gare Dom Pedro II, no Rio de Janeiro, recebeu o seu nome e a sua estátua, de autoria do escultor Rodolfo Bernadelli. Nesta mesma praça também há uma parada do VLT Carioca em sua homenagem com o nome de Cristiano Ottoni/Pequena África. Em sua homenagem também existe a cidade de Cristiano Otoni no estado de Minas Gerais.
Falecendo em 1896 deixou vasta descendência, entre a qual se sobressai o seu filho Júlio Benedito Ottoni, grande industrial, proprietário do contrato de iluminação pública da cidade do Rio de Janeiro no final do século XIX, e que foi também o doador para a Biblioteca Nacional da Coleção Benedito Ottoni (1912), a mais importante coleção de livros sobre o Brasil e a América já reunida no país. Também foi presidente da Associação Comercial do Rio de Janeiro.
O seu neto Raimundo Ottoni de Castro Maia, grande intelectual, bibliófilo e colecionador de arte, criou uma das mais importantes coleções de livros de arte no Brasil (a Sociedade Os Cem Bibliófilos do Brasil) e a Fundação Raimundo Ottoni de Castro Maia, onde reuniu a sua vasta coleção de arte. Hoje, os Museus Castro Maya são administrados pelo Instituto Brasileiro de Museus - IBRAM